# Cuba (Missouri)
Cuba is een plaats (city) in de Amerikaanse staat Missouri, en valt bestuurlijk gezien onder Crawford County.

## Demografie
Bij de volkstelling in 2000 werd het aantal inwoners vastgesteld op 3230.
In 2006 is het aantal inwoners door het United States Census Bureau geschat op 3497, een stijging van 267 (8,3%).

## Geografie
Volgens het United States Census Bureau beslaat de plaats een oppervlakte van
7,6 km², geheel bestaande uit land. Cuba ligt op ongeveer 305 m boven zeeniveau.

## Plaatsen in de nabije omgeving
De onderstaande figuur toont nabijgelegen plaatsen in een straal van 24 km rond Cuba.